# San Diego Yacht Club
San Diego Yacht Club (SDYC) ist ein kalifornischer Yachtclub in der San Diego Bay. Er liegt in Point Loma gegenüber einer Landzunge mit dem Namen Shelter Island.

## Geschichte
Im Juni 1886 kamen eine Gruppe von lokalen Yacht-Enthusiasten zusammen um einen Yachtclub zu gründen, der zu einem markanten Yachtclub im US-amerikanischen Yachtsport geworden ist. Die Anlagen des San Diego Yacht Club starteten in bescheidenen Anfängen an verschiedenen Orten, einschließlich eines alten Fährbootes.

## Clubanlagen
Das erste Clubhaus des SDYC wurde 1891 in Ballast Point an der Spitze von Point Loma bezogen. 1905 vereinigte sich der Club mit dem Corinthian Yacht Club, der an der Broadway Street in der Innenstadt gelegen war. 1910 kaufte der Club eine alte Coronado-Fähre als Clubhaus und baute einen Pier bei Silver Gate und errichtete Hallen, ein Büro, ein Dock und eine Slipanlage und verkaufte das alte Clubhaus in der D Street. 1919 verkaufte man die Anlage wegen einer Hafenerweiterung und ein neues Clubhaus wurde 1923 in Coronado gebaut und bezogen.
Eine zweite Clubanlage wurde 1924 in Point Loma eröffnet, weil hier das Wasser tiefer war im Vergleich zur Glorietta Bay in Coronado, wo das Clubhaus stand. Das Haus wurde erst 1934 nach Point Loma verlegt. Es war auf zwei Bargen montiert und wurde zu seinem Bestimmungsort geschleppt und dort verankert. 1962 verlegte man das Clubhaus an die Rückseite und nutzte es für vorübergehende Unterkünfte. 1963 baute man ein neues Clubhaus, das bis heute nach einigen Renovierungen immer noch genutzt wird.

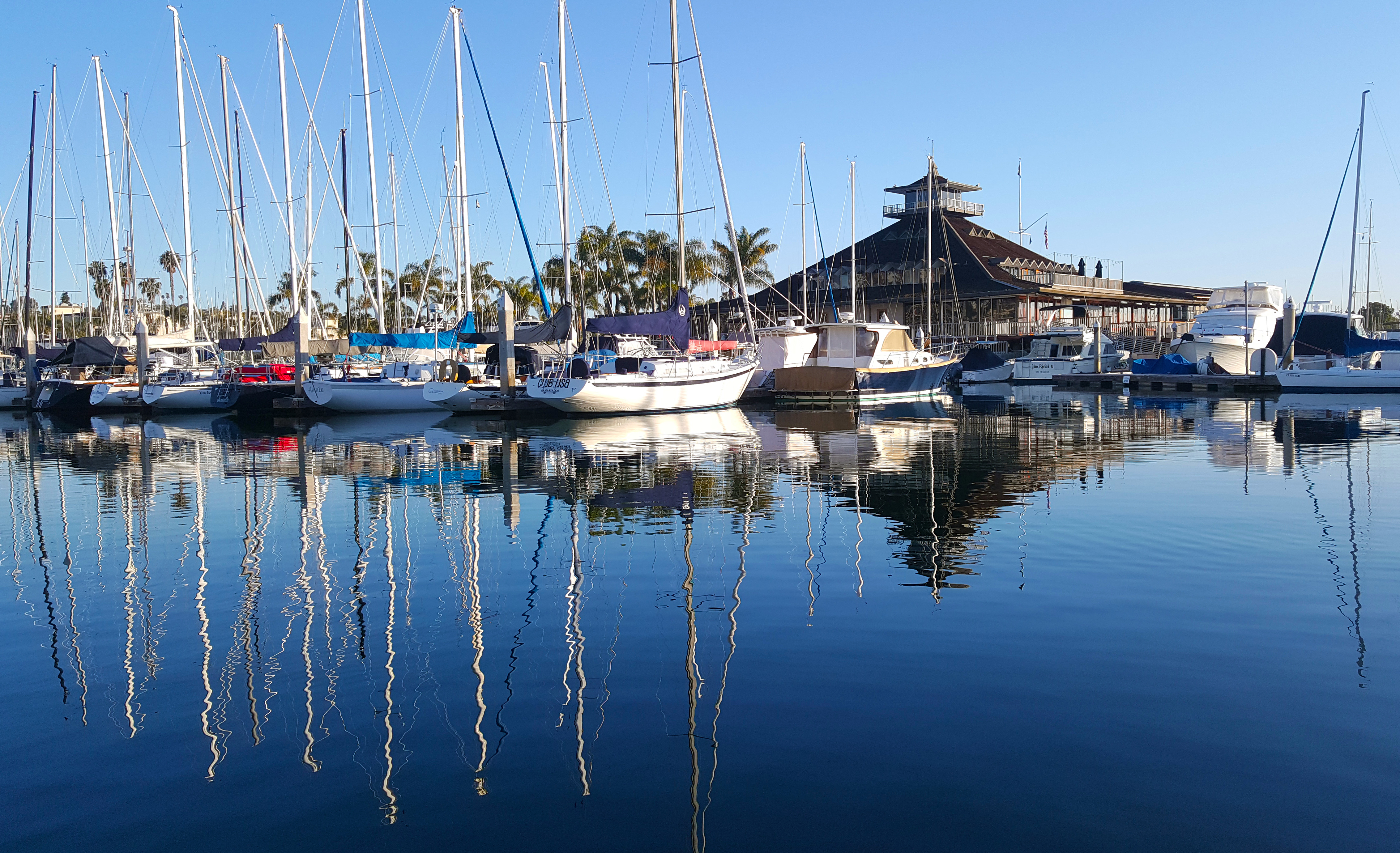
San Diego Yacht Club (2020), Architekt: Don Ramey Logan

Die Clubanlagen des San Diego Yacht Club umfassen ein Clubhaus mit einem Hauptspeisesaal, einem Bankettraum, einer Bar, einer Außenterrasse mit Sitzgelegenheiten im Freien, einer Bibliothek, weiterhin ein Segel-Zentrum, ein Schwimmbad, Saunas, eine Sporthalle, Tennisplätze und ein Pavillon mit einer Grill-Einrichtung.
Die Mitglieder können gegen eine monatliche Gebühr die Slipanlagen und den Bootskran benutzen. Die Slipanlage kann Yachten bis 90 Fuß Länge (27 Meter) bewältigen, der Kran kleinere Boote bis 23 Fuß (7 Meter) Länge.
Der Club mietet eine Außenstation auf der kleinen Insel Santa Catalina Island. Sie heißt Buffalo Beach und liegt im Long-Point-Gebiet. Clubmitglieder können Hütten und Zelte mit Duschen, Kochgelegenheiten, Badezimmer und Koch-Ausrüstung mieten. Ein Hafenmeister leitet die Außenstation sechs Monate im Jahr.

## Bootsflotte des SDYC
Im San Diego Yacht Club ist eine Flotte verschiedener Bootsklassen beheimatet, viele von ihnen segeln regelmäßig Regatten. Die Bootsklassen sind Lehman 12er, hölzerne One Design Kettenburg PC, Starboot, Etchells, Finn-Dinghy, Snipe-Jolle und die Jüngsten-Jolle Sabot, die von Erwachsenen gesegelt wird. Der SDYC besitzt eine Flotte von 12 J22-Yachten, die von Mitgliedern genutzt werden kann.  Daneben gibt es auch Model-Yachten mit denen gesegelt wird.  Die meisten der größeren Yachten führen ihre Rennen außerhalb der San Diego Bay auf dem Pazifischern Ozean durch.

## Regatten des SDYC
- Der San Diego Yacht Club was die ursprüngliche Heimat des Sir Thomas Lipton Cup, eine der herausragenden Regatten in Südkalifornien. Sie wurden jährlich auf dem Ozean vor San Diego durchgeführt.[6]
- San Diego Yacht Club war die Heimstatt der Rennen um den America’s Cup von 1988 bis 1995 und war der Gastgeber des 27., 28, und 29. America’s Cup während dieser Zeit.
- San Diego Yacht Club war ausrichtender Club für die Snipe Weltmeisterschaft im Jahr 2009
- Der SDYC veranstaltet den San Diego Yachting Cup, gestiftet im Jahr 1972 von Gerry Driscoll. Nach wenigen Jahren wurde die Regatta erweitert um die United States Ton Cup Championship (deutsch US Tonner Meisterschaft), eine Qualifikationsregatta für die IOR World Championship.[7]

## Junior Sailing Program des SDYC
San Diego Yacht Club rühmt sich eine der landesweit größten und ältesten Segel-Programme für Jugendliche zu haben. Der Club-Vorsitzenden Joe Jessop gründet im Jahr 1928 diese Initiative mit dem Ziel, den Jugendlichen das Schwimmen, die Bootshandhabung, die Renntaktik und die Sportskameradschaft zu lehren. Die erste Klasse bestand aus Robert Town (1928 Junior Commodore), den Brüdern Gordon Frost, Senior und Albert A. Frost, Junior, Robert Merit, Grant Stone und Walter Fisch. Von diesen sechs Junioren wurden zwei später Commodore des San Diego Yacht Clubs. Der Unterricht erfolgte in den Bootsklassen Sea Mews und Starlets, eine kleinere Version als das populäre Starboot. Die Regatten der Starlets fanden in der Bucht statt. 1930 wurde die American Starlet Association gegründet als Gordon Frost erster Vorsitzender des SDYC war.
Das San Diego Yacht Club Junior Sailing Program hat sich zu einem Trainingsprogramm entwickelt, in das ca. 200 junge Segler das gesamte Jahr hindurch eingebunden sind. Das Junior Programm besteht aus einem Vollzeit-Direktor, Trainern, Instandhaltung- und Verwaltungspersonal. Die Anlagen umfassen ein Junior-Clubhaus, Werkstatt, Lagerhallen für Sabot- und Laser-Jollen, Segel und Bootswaschplätze und zwei Slipanlagen. Die Mitglieder des Junior Programms haben Zugriff auf die Junior-Flotte, die aus 25 Sabots, 18 Optimist-Jollen, Laser-Lollen (und Laser-Radial), Flying Junior und 420er Jollen. Dazu kommen das Boot der Wettfahrtleitung, 12 Whaler Speed-Boote, Schlauchboote und diverse Bootstrailer für Bootstransporte zu den auswärtigen Regatten.
Das Ergebnis der Jugendarbeit des San Diego Yacht Club schlug sich nieder in Erfolgen bei lokalen, nationalen und internationalen Wettbewerben. SDYC Junioren haben die US Sailing Youth Championships Single-handed trophy neun Mal gewonnen und Double-handed trophy vier Mal. Sie gewannen die Interscholastic Sailing Association's National Championships in den Jahren 1993, 1996, 1999 und 2001–2005 und platzierten sich jedes Jahr in den ersten drei Plätzen.
Das Junior Sailing Program des SDYC brachte für den Club nicht nur Gold-, Silber- und Bronze-Medaillen bei den Olympischen Spielen im Segeln, sondern auch Siege bei Nationalen und Welt-Meisterschaften in verschiedenen Bootsklassen und Teilnehmer an den Regatten um den America’s Cup.

## Regattageschichte
Mehrere Mitglieder haben Regatten landesweit in den frühen Jahren bis Mitte des 20. Jahrhunderts errungen, aber der SDYC erreichte eine Wendemarke in den 1980er Jahren, als Club-Mitglied Dennis Conner den America’s Cup gewann. 1974 schon als Startsteuermann und Taktiker an Bord der Courageous gehörte er zur Verteidigercrew. 1980 gewann er als Skipper mit der Yacht Freedom den America’s Cup zum ersten Mal und verlor den Pokal 1983 mit der Liberty an die australischen Herausforderer mit der Australia II unter Skipper John Bertrand. 1987 gewann Dennis Conner den America’s Cup erneut im Auftrage des San Diego Yacht Club als Herausforderer mit der Yacht  Stars & Stripes vor Fremantle, Western Australia. Der America’s Cup wurde dann 1992 das dritte Mal vom SDYC durch den Skipper Bill Koch mit der Yacht America3 gewonnen. Neben den Erfolgen im America’s Cup, haben zehn Club-Mitglieder die Weltmeisterschaft im Starboot gewonnen.
Der San Diego Yacht Club hat auch 13 Mitglieder hervorgebracht, die ihr Heimatland bei Olympischen Spielen vertraten und zehn olympische Medaillen gewannen, darunter
- Lowell North (1929–2019), Bronze 1964 (Drachen), Gold 1968 (Starboot)
- Dennis Conner, Bronze 1976 (Tempest)
- Mark Reynolds, Silber 1988 (Starboot), Gold 1992 (Starboot), Gold 2000 (Starboot)
- J. J. Isler, Bronze 1992 (470er Jolle), Silber 2000 (470er Jolle).

Die Club-Mitglieder Lowell North (1929–2019), J. J. Isler, Mark Reynolds und Dennis Conner wurden in die National Sailing Hall of Fame aufgenommen.

## Prominente Mitglieder
Zu den prominentesten Mitgliedern gehört Dennis Conner, Skipper in vielen America’s Cup Rennen und sein America’s Cup Syndikat Team Dennis Conner, das unter dem Stander des SDYC antrat. Jennifer Isler, Silber- und Bronze-Medaillen Gewinnerin (2000 und 1992) in der 470er Jolle. Roy Edward Disney ein Mitglied der Disney Familie und erprobter Segler, der 1997 den Einrumpf-Rekord im Transpacific Yacht Race in 7 Tagen, 11 Stunden, 41 Minuten und 27 Sekunden mit seiner Yacht Pyewacket einer Santa Cruz 70 ultralight (entworfen von Bill Lee) aufstellte.